# ホワイト・アルバム (カエターノ・ヴェローゾのアルバム)
『ホワイト・アルバム』（原題：Caetano Veloso）は、ブラジルのミュージシャン、カエターノ・ヴェローゾが1969年に発表した、ソロ名義では2作目のスタジオ・アルバム。

## 解説
1968年12月27日、ヴェローゾと盟友ジルベルト・ジルは理由も明らかにされないまま逮捕され、2か月拘置された後、ロンドンへ亡命するまで自宅軟禁を余儀なくされた。そして、亡命の直前の1969年6月、ヴェローゾとジルの2人だけで本作のベーシック・トラックが録音され、その後ホジェーリオ・ドゥプラの編曲により他の楽器がオーバー・ダビングされた。オリジナル曲のうち「エンプティ・ボート」と「ロスト・イン・ザ・パラダイス」の2曲は英語で作詞された。
Alvaro Nederはオールミュージックにおいて5点満点中3点を付け「アルバムの全体的なトーンは、ヴェローゾや他の同胞達が経験した憂鬱な時期を終始反映している」と評している。
2012年にユニバーサルミュージックから発売された日本盤SHM-CD (UICY-94809) には、シングル「アトラス・ド・トリオ・エレトリコ」のB面曲「トルノ・ア・ヘペチール」等4曲がボーナス・トラックとして追加され、2015年の再発盤(UICY-76442)も同様の仕様となっている。

## 収録曲
特記なき楽曲はカエターノ・ヴェローゾ作。
1. イレーニ - "Irene" - 3:51
2. エンプティ・ボート - "The Empty Boat" - 4:20
3. マリニェイロ・ソー - "Marinheiro Só" (Traditional) - 3:32
4. ロスト・イン・ザ・パラダイス - "Lost in the Paradise" - 3:31
5. アトラス・ド・トリオ・エレトリコ（トリオ・エレトリコを追って） - "Atrás do Trio Elétrico" - 2:44
6. オス・アルゴナウタス（大胆な航海者たち） - "Os Argonautas" - 2:48
7. カロリーナ - "Carolina" (Chico Buarque) - 2:37
8. カンバラッチェ - "Cambalache" (Enrique Santos Discépolo) - 2:33
9. ナォン・イデンチフィカード（未確認飛行物体） - "Não Identificado" - 4:08
10. シューヴァス・ヂ・ヴェラォン（夏の雨） - "Chuvas de Verão" (Fernando Lobo) - 2:48
11. アクリリーリコ（アクリル・リリック） - "Acrilírico" (Caetano Veloso, Rogério Duarte, Rogério Duprat) - 3:02
12. アルフォメガ - "Alfômega" (Gilberto Gil) - 5:57

### 日本盤SHM-CDボーナス・トラック
1. トルノ・ア・ヘペチール - "Torno a Repetir" - 3:17
2. シネマ・オリンピア - "Cinema Olympia" - 3:37
3. イノ・ド・エスポルチ・クルビ・バイーア（エスポルチ・クルービ・バイーアのクラブ歌） - "Hino do Esporte Clube Bahia" (Adroaldo Ribeiro Da Costa, C. Veloso) - 3:16
4. シャルリス、アンジョ45 - "Charles, Anjo 45" (Jorge Ben) - 4:37

## カヴァー
「エンプティ・ボート」は、ガル・コスタのアルバム『シネマ・オリンピア』（1969年、原題：Gal）で取り上げられた。

## 参加ミュージシャン
- カエターノ・ヴェローゾ - ボーカル
- ジルベルト・ジル - アコースティック・ギター
- ラニー・ゴーディン - エレクトリック・ギター
- Chiquinho de Moraes - ピアノ、オルガン
- セルジオ・バロッソ - ベース
- ウィルソン・ダス・ネヴィス - ドラムス